# The Ribos Operation
A The Ribos Operation a Doctor Who sorozat kilencvenhetedik része, amit 1978. szeptember 1-je és 23-a között vetítettek négy epizódban. Ebben a részben jelent meg először Mary Tamm mint Romana.
Graham Williams a sorozat akkori producere, az előző évad után elhatározta, hogy valami újat fog alkotni a sorozatba. Ezért az évadra egy ívet talált ki: a Doktornak teljesíteni kell egy küldetést, amit a Fehér Őr adott, miszerint meg kell keresni az Idő Kulcsának mind a hat darabját és össze kell rakni.

## Történet
A Fehér Őrző, a világegyetem egyensúlyának egyik felügyelője megbízza a Doktort az Idő Kulcsa hat darabjának megkeresésével. A Kulcsot annak idejét azért szedték szét és rejtették el álcázva, mert óriási hatalma révén még egy jó-szándékú kezében is igen veszélyes. A Doktor a kereséshez kapott egy segítőt, Románát, s az első darabot a középkorszerű Riboson kel keresniük. Itt belebotlanak egy száműzött, véreskezű és trónfosztott uralkodóba, és egy csillagközi szélhámos kereskedőbe, aki egy egész bolygót szándékozik eladni és pénzét kicsalni. Közben a bolygó katonasága üldözőbe veszi őket...

## Epizódlista
| Epizód sorszáma | Bemutató napja       | Hossza | Nézők száma (millió) |
| --------------- | -------------------- | ------ | -------------------- |
| 1.              | 1978. szeptember 2.  | 25:02  | 8,3                  |
| 2.              | 1978. szeptember 9.  | 24:46  | 8,1                  |
| 3.              | 1978. szeptember 16. | 24:42  | 7,9                  |
| 4.              | 1978. szeptember 23. | 24:50  | 8,2                  |

## Könyvkiadás
A könyvváltozatát 1979. december 11-én adta ki a Target könyvkiadó. Írta Ian Marter.

## Otthoni kiadás
- VHS-n 1995 áprilisában adták ki.
- DVD-n 2007. szeptember 24-én adták ki.

## Fordítás
- Ez a szócikk részben vagy egészben  a   The_Ribos_Operation című angol Wikipédia-szócikk fordításán alapul.  Az eredeti cikk szerkesztőit annak laptörténete sorolja fel. Ez a jelzés csupán a megfogalmazás eredetét és a szerzői jogokat jelzi, nem szolgál a cikkben szereplő információk forrásmegjelöléseként.